# Jason De Rocco
Jason De Rocco est un joueur canadien de volley-ball né le 19 septembre 1989 à Winnipeg (Manitoba). Il mesure 2,01 m et joue réceptionneur-attaquant. Il est international canadien.

## Clubs
| Club              | De        | À         |
| ----------------- | --------- | --------- |
| AO Khfisias       | 2011-2012 | 2011-2012 |
| Saint-Nazaire VBA | 2012-2013 | 2012-2013 |
| Andreoli Latina   | sep 2013  | déc 2013  |
| Nantes Rezé MV    | jan 2014  | ...       |

## Palmarès
Néant.